# Concertino
Een concertino is een kleine groep solisten binnen een barok-orkest in een concerto grosso.
Kenmerkend is de afwisseling tussen het grote orkest (het concerto grosso) en het kleine orkest (het concertino). Dit in tegenstelling tot het (solo) concerto, dat doorgaans voor één solist met orkest werd gecomponeerd.
Daarnaast wordt de term ook gebruikt voor een kort soloconcert. 